# オレたちXXXやってま〜すNEXT
オレたちXXXやってま〜すNEXT（オレたちクスクスクスやってまーす）は毎日放送ラジオ（MBSラジオ）でかつて放送されていたラジオ番組である。
なお放送開始・終了日などはあくまで暦日で表記しているため、注意のこと。

## 概要
- 2000年4月4日放送開始、2001年3月31日終了。毎週火曜から土曜日（月曜 - 金曜深夜）の2時00分から3時00分の放送であった。
- 「毎日放送ダイナミックナイター（現在の『MBSタイガースライブ』）」が大幅延長されると、番組が短縮されたり、休止になることがあった。（野球放送が延長した場合、22時以降は各番組が順次繰り下げて放送されていた。）
- 一部の出演者は事実上の姉妹番組である「オレたちやってま〜す」のレギュラーへ昇格したケースもあった。（2000年10月 - 2002年3月の金曜日（木曜深夜）のレギュラーとなった堀江由衣のケースなど。）水曜日（火曜深夜）と土曜日（金曜深夜）は出演者の交代が激しかった。
- 一部（2000年7月以降の火曜日と2000年10月 - 2001年3月の金曜日前半など）を除き、出演者の都合上MBS東京支社スタジオ（毎日新聞社東京本社（パレスサイドビル）9階）で録音していた。
- 番組終了後も出演者の一部はの本番組を後継・改題した形の番組となる｢オレたちもっとやってま〜す」に引き続き残った。

## 主な番組出演者

### 2000年4月から9月期
火曜日（月曜深夜）
- 國府田マリ子、南かおり、堀越のり（6月11日卒業）

水曜日（火曜深夜）
- 野田順子、堀江由衣
- 寺戸希美（2000年5月 - ）※静岡から毎回東海道新幹線を使って番組収録に参加していた。
- 植田佳奈、吉田千晃

2000年7月 - 、新曲プロモーション的な内容であった。
木曜日（水曜深夜）
金曜日（木曜深夜）
- 下町兄弟

土曜日（金曜深夜）
- 加藤明日美、吹石一恵、野田順子、堀江由衣、寺戸希美

### 2000年10月から2001年3月期
火曜日（月曜深夜）
- 原史奈、木村郁絵、清水香里

JRの夜行列車を利用したリスナー参加イベント、「オレたちシュプール号でやってま〜す」が実施された。
水曜日（火曜深夜）
- 石田靖、南かおり、入野佳子、井上公造（電話出演）

石田は「オレたちやってま〜す」からの移動となり、社会派ラジオ番組として茶屋町の本社から生放送していた。
木曜日（水曜深夜）
- 堀越のり、加藤明日美、菊池亜衣

金曜日（木曜深夜）
- 島田奈央子、下町兄弟

土曜日（金曜深夜）
- 前半:植田佳奈、吉田千晃

新曲プロモーション的な内容であった。
- 後半:野田順子、津川友美、原万紀子

スナック的な設定の内容であった。
| 毎日放送ラジオ（MBSラジオ） 平日2時台（2:00 - 3:00．2000年4月 - 2001年3月） | 毎日放送ラジオ（MBSラジオ） 平日2時台（2:00 - 3:00．2000年4月 - 2001年3月） | 毎日放送ラジオ（MBSラジオ） 平日2時台（2:00 - 3:00．2000年4月 - 2001年3月） |
| 前番組                                                                      | 番組名                                                                      | 次番組                                                                      |
| --------------------------------------------------------------------------- | --------------------------------------------------------------------------- | --------------------------------------------------------------------------- |
| XXX/x（クスクスクスのクス） - ※2:00までに縮小                               | オレたちXXXやってま〜すNEXT                                                 | MBSオレたちもっとやってま〜す                                               |